# Théorie des lignes portantes
La théorie des lignes portantes de Prandtl est un modèle qui prédit la distribution de la portance sur une aile tri-dimensionnelle basée sur sa géométrie. Elle est aussi appelée théorie des ailes de Lanchester–Prandtl.
La théorie fut formulée indépendamment
par Frederick Lanchester en 1907,
et par Ludwig Prandtl en 1918–1919
après avoir travaillé avec Albert Betz et Max Munk.
Dans ce modèle, le vortex perd de l'efficacité latéralement le long de l'aile car il est dévié par une nappe de vortex provenant de l'arrière de l'aile plutôt que de juste à partir des extrémités des ailes,.
La théorie s'applique particulièrement bien aux planeurs modernes et aux avions de transport de ligne qui ont de longues ailes effilées.

## Introduction

Une distribution non réaliste de la distribution de la portance en négligeant les effets 3D.

Distribution de la portance observée sur une aile trapézoïdale.

Pour une aile tri-dimensionnelle finie, la portance linéique diffère d'un point de l'aile à un autre le long de l'aile. Elle ne correspond pas simplement à la portance estimée par le modèle bi-dimensionnel. En fait, la portance d'une section est fortement influencée par les portances des sections au voisinage.
Il est donc difficile (mais pas impossible) d'exprimer analytiquement le champ de portance qu'une aile de géométrie donnée va créer. La théorie des ailes portantes donne la distribution du vecteur portance (linéique) suivant la direction y de l'envergure de l'aile. La distribution L' de la portance linéique dépend de la forme de l'aile (longueur de la corde c(y) en une section y donnée, cambrure et torsion de l'aile), de la masse volumique de l'air ρ, de la vitesse de l'air à l'infini ({\displaystyle V_{\infty }{\vec {i}}}) et de l'angle d'attaque à l'infini {\displaystyle \alpha _{\infty }}.

## Principe
La théorie des lignes portantes utilise la conception de circulation et le théorème de Kutta-Jukowski qui affirme que :
{\displaystyle {\tilde {L}}(y)=\rho V\Gamma (y)}
Ainsi, la détermination de la fonction de distribution de la portance linéique se ramène à la distribution de la circulation dans le sens de l'envergure, {\displaystyle \Gamma _{(y)}}.
|                                                                                                |
| La distribution de la portance sur une aile peut être modélisée avec la notion de circulation. |

| |
| Un vortex en forme de fer à cheval est dévié vers le bas pour chaque changement de la portance le long de l'aile. |

La modélisation (inconnue et à déterminer) de la portance linéique locale (aussi à déterminer) nous permet de tenir compte de l'influence d'une section sur les sections voisines. Dans cette perspective, tout changement de la portance linéique le long de l'envergure est équivalent à un changement de la circulation le long de l'envergure. D'après les théorèmes de Helmholtz, un vortex en forme de filament ne peut pas finir au milieu de nulle part et est donc soit une boucle fermée soit se prolonge jusqu'à l'infini. Ainsi, tout changement de la portance linéique peut être modélisé par un filament correspondant au vortex en forme de fer à cheval emporté par le flot à l'arrière de l'aile.
Ce vortex dévié dont la force est égale à la dérivée de la distribution de circulation (inconnue),
{\displaystyle {\operatorname {d} \Gamma  \over \operatorname {d} y}}, influence le flot
à gauche et à droite de la section d'aile.
|                                                                                       |
| Le vortex dévié peut être modélisé comme étant une distribution de vitesse verticale. |

| |
| Le flot vertical induit (wash) par le vortex dévié peut être calculé pour chaque segment au voisinage. |

Cette influence latérale (flot ascendant au-delà de l'extrémité de l'aile et l'écoulement descendant en deçà) est la pierre angulaire de la théorie des lignes de portance. Ainsi, si la variation de la distribution de la portance linéique est connue pour une section donnée, il est possible de prédire comment cette section influence la portance sur ses voisines : la vitesse verticale induite w peut être quantifiée en utilisant la distribution de la vitesse à l'intérieur d'un vortex et en relation avec la variation de l'angle d'attaque effectif des sections voisines.
Formellement, la variation locale de l'angle d'attaque induit {\displaystyle \alpha _{i}} pour une section donnée peut être quantifiée comme étant la somme infinie (intégrale) des vitesses induites par les autres sections de l'aile. En retour, l'intégrale des vitesses induites sur chaque section de l'aile correspond à la portance totale désirée.
Ceci conduit à la résolution d'une équation intégro-différentielle du type {\displaystyle L_{total}=\rho V_{\infty }\int _{\rm {bout}}^{\rm {bout}}\Gamma (y)\operatorname {d} y} où {\displaystyle \Gamma (y)} est exprimée seulement en fonction de la forme de l'aile, de la variation dans le sens de l'envergure de la circulation {\displaystyle {\operatorname {d} \Gamma (y) \over \operatorname {d} y}}. La solution de ladite équation est une fonction {\displaystyle \Gamma (y)}, qui représente de manière précise la distribution de la circulation le long d'une aile en fonction de sa forme (géométrie).

## Expression de la portance et de la circulation

### Nomenclature
- {\displaystyle b} est l'envergure de l'aile.
- {\displaystyle S} est la surface alaire
- {\displaystyle \ C_{L}} est le coefficient de portance global
- {\displaystyle \lambda =b^{2}/S} est l'allongement
- {\displaystyle \ \alpha _{\infty }} est l'angle d'attaque eu égard le flot à l'infini
- {\displaystyle \ V_{\infty }} est la vitesse air de l'aéronef (m/s)
- {\displaystyle \ C_{D_{i}}} est le coefficient de traînée induite
- {\displaystyle \ e} est le coefficient d'Oswald[Note 1]

Les variables suivantes dépendent de la position dans le sens de l'envergure y
- {\displaystyle \ C_{l}} le coefficient de portance en 2 dimensions
- {\displaystyle \ \Gamma } est la circulation circulation sur une section d'aile (m²/s)
- {\displaystyle \ c} est la longueur de la corde à une position donnée
- {\displaystyle \ \alpha _{geo}} est le changement local de l'angle d'attaque eu égard le vrillage de l'aile
- {\displaystyle \ \alpha _{0}} est l'angle d'attaque engendrant une portance nulle
- {\displaystyle \ C_{l_{\alpha }}=2\pi } est le coefficient de proportionnalité définissant le coefficient de portance en fonction de l'angle d'attaque effectif.
- {\displaystyle \ w} est le downwash (déflexion vers le bas)

### Formulaire
On définit l'angle {\displaystyle \theta } tel que :
{\displaystyle y=-{\frac {b}{2}}\cos(\theta )}
La circulation en y s'exprime comme suit :
{\displaystyle \ \Gamma (\theta )=2bV_{\infty }\sum _{n\in \mathbb {N} }A_{n}\sin(n\theta )}
où les An sont solution de l'équation linéaire infinie suivante :
{\displaystyle 2b\sum _{n\geq 1}A_{n}\sin(n\theta )=\pi \left(\alpha -\alpha _{0}-\sum _{n\geq 1}nA_{n}{\sin(n\theta ) \over \sin \theta }\right)c(y)}
La portance s'exprime par :
{\displaystyle L={1 \over 2}C_{L}\rho SV_{\infty }^{2}}
La traînée induite s'exprime par :
{\displaystyle D_{i}={1 \over 2}C_{D_{i}}\rho SV_{\infty }^{2}}
Le coefficient de portance s'exprime comme suit :
{\displaystyle C_{L}=\pi A_{1}\lambda }
où l'allongement vaut {\displaystyle \lambda ={b^{2} \over S}} et S est l'aire de l'aile.
Le coefficient d'Oswald e est:
{\displaystyle e=\left[1+\sum _{n\geq 2}n\left({A_{n} \over A_{1}}\right)^{2}\right]^{2}}
Le coefficient de traînée induite vaut,,, :
{\displaystyle C_{D_{i}}={C_{L}^{2} \over \pi \lambda e}}
Si l'aile est symétrique, l'on a :
{\displaystyle A_{2}=A_{4}=A_{6}=\ldots =0}
Dans le cas d'une aile elliptique, on a e = 1. La circulation est :
{\displaystyle \Gamma (\theta )={2bCV_{\infty } \over 2b-C}\pi (\alpha -\alpha _{0})\sin \theta }
où C est la corde au milieu de l'aile.

### Calculs détaillés
La preuve du formulaire supra est longue et pénible et est donnée dans la boîte déroulante infra.

### Déflexion des ailerons
L'effet des ailerons peut être pris en compte en ajustant la valeur de α0. Si les ailerons sont asymétriques, la valeur de α0 est différente pour chaque côté.

### Approximations en pratique
On peut en pratique écrire que :
{\displaystyle \ C_{L}=2\pi {\lambda  \over \lambda +2}\alpha }
où
- {\displaystyle \ C_{\text{L}}} est le coefficient de portance;
- {\displaystyle \lambda } est l'allongement; et
- {\displaystyle \ \alpha } est l'angle d'attaque.

On remarque que cette équation devient l'équation donnée dans la théorie des profils minces lorsque l'allongement {\displaystyle \lambda \to \infty }.

## Limites de la théorie
La théorie des profils minces n'entre pas en ligne de compte :
- Fluide compressible
- Viscosité
- Ailes d'allongement réduit
- Écoulement instable